# Hirundo leucosoma
Hirundo leucosoma là một loài chim trong họ Hirundinidae.